# District de Đức Huệ
Đức Huệ est un district de la province de Long An dans la delta du Mékong au sud du Viêt Nam. 

## Géographie
La superficie du district de Đức Huệ est de 428 km2. 
Le chef lieu du district est Đông Thành.